# Herbie Nichols
Pour les articles homonymes, voir Nichols.
Herbert Horatio « Herbie » Nichols (né le 3 janvier 1919 à New York et mort le 12 avril 1963 dans la même ville) est un pianiste et compositeur de jazz américain.

## Biographie

### Jeunesse et formation
Les parents d'Herbie Nichols, originaires de Saint-Christophe et Trinité, se sont installés à New York pendant la Première Guerre mondiale. C'est dans cette ville qu'Herbie Nichols naît, le 3 janvier 1919 sous le nom d'Herbert Horacio Nichols. D'abord installés à San Juan Hill, ils déménagent à Harlem quand Nichols a sept ans.
À 9 ans, il commence l'étude du piano classique avec Charles L. Beck, qui l'accompagnera pendant de nombreuses années, et découvre le jazz auprès du pianiste Roy Testamark. Bon élève, amateur d'échecs et de billes, il va à la DeWitt Clinton High School puis au City College of New York,, et vers 1937, il joue dans des groupes de jeunes musiciens.

### Carrière
Il joue avec des orchestres locaux comme le Red Baron Orchestra. Dès 1938 il est de ceux qui au Uptown House de Clark Monroe (en) à Harlem ont préparé le terrain du Bebop. Il est envoyé au front de la Seconde Guerre mondiale en 1941-1943,.
Sa musique est trop singulière pour les auditeurs de son époque, et pour assurer un revenu, il joue dans des orchestres de Dixieland, avec notamment Herman Autrey, Hal Singer, Rex Stewart, Illinois Jacquet ou John Kirby. Encore dans les années 1950, il joue avec Edgar Sampson, Arnett Cobb ou Wilbur De Paris.
En 1951, Mary Lou Williams est la première musicienne à enregistrer une de ses compositions, Stennell, qu'elle renomme Opus Z.
Il signe avec Blue Note Records, et enregistre en 1955 les deux volumes de The Prophetic Herbie Nichols. Toujours chez Blue Note, en 1956 il enregistre Herbie Nichols Trio avec Al McKibbon ou Teddy Kotick à la contrebasse et Max Roach à la batterie, qui offre un jeu remarquable de modernité. Son troisième et dernier album, Love Gloom Cash Love, sort en 1957 chez Bethlehem Records. Ces albums sont des échecs commerciaux et échouent à lui apporter de la notoriété.
Au début des années 1960, il accompagne en club des chanteuses comme Sheila Jordan. Lorsque la génération du free jazz avec des musiciens comme Roswell Rudd ou Archie Shepp le découvre et joue ses compositions entre 1960 et 1962, il est déjà très malade.
Nichols meurt le 12 avril 1963 de leucémie à l'âge de 44 ans.

## À propos de sa musique
Nichols fait partie de ces musiciens de jazz qui n'ont été reconnus à leur juste valeur qu'après leur décès,. Il a écrit plus de 170 morceaux, pour lesquels il notait fréquemment les parties de contrebasse et de batterie, et en a enregistré moins de la moitié. Une partie de ces compositions ont été perdues dans une inondation de son appartement après sa mort.
À l'exception de Lady Sings the Blues (en), les compositions de Nichols n'ont été que peu jouées, sauf par Misha Mengelberg, Geri Allen, Buell Neidlinger ou Dave Douglas. Pour Patrick Burnette (All About Jazz), cette rareté s'explique notamment par le manque de succès de ses disques et par la difficulté rythmique de ses morceaux, souvent en dehors des structures traditionnelles (type AABA de 32 mesures) et leur langage harmonique complexe (il a par exemple utilisé les Coltrane changes avant Coltrane).
Nichols a été très impressionné par les premières compositions de son contemporain Thelonious Monk, et a d'ailleurs été parmi les premiers à écrire à leur sujet. Bien que les deux musiciens soient souvent comparés, Nichols a un son spécifique, plus mélancolique et plus poétique. Il est également admirateur de Jelly Roll Morton, Duke Ellington ou Art Tatum. Grand connaisseur de la musique classique, il cite Beethoven, Bach, Chopin, Bartók ou Stravinsky comme des références.
Ses improvisations sur ses compositions s'éloignent assez peu des thèmes. Pour Ethan Iverson, « quand les morceaux ont des structures complexes, on peut imaginer que Nichols reste [près du thème] afin de ne pas perdre la section rythmique. »
Postérité
Au cours des années récentes, la musique de Nichols a été promue par Roswell Rudd qui avait joué avec lui au début des années 1960. Rudd a enregistré trois albums des compositions de Nichols dont The Unheard Herbie Nichols en 1996. Un groupe de New York, le Herbie Nichols Project (qui fait partie du Jazz Composers' Collective) a consacré trois albums aux compositions encore inédites de Nichols, dont la plupart sont déposées à la Bibliothèque du Congrès.

## Discographie

### En tant que leader
- 1952 : trois morceaux avec Danny Barker, Chocolate Williams et Shadow Wilson[7] (rééditées en cd, Savoy 12100, sous le titre I Just Love Jazz Piano avec également des enregistrements de Hampton Hawes)
- 1955 : The Prophetic Herbie Nichols vol. 1 et 2, avec Al McKibbon et Art Blakey (Blue note)
- 1956 : Herbie Nichols Trio, avec Al McKibbon, Teddy Kotick et Max Roach (Blue note)
- 1957 : Love Gloom Cash Love, avec George Duvivier et Dannie Richmond (Bethlehem Records)

Rééditions
- The Complete Blue Note Recordings, avec de nombreux morceaux inédits